# Flora Pereira
Flora Pereira (9 de Abril de 1929 – Lisboa, 9 de Abril de 2008) foi uma fadista portuguesa.

## Biografia
Iniciou-se como cançonetista na Emissora Nacional e captou as atenções dos criticos no programa de rádio Comboio das Seis e Meia. Na década de 1950, começa a cantar fado profissionalmente e a partir de 1963 integra o elenco da Festa de Homenagem a Alfredo Marceneiro, juntando-se a Berta Cardoso, Hermínia Silva, Max, Fernando Farinha, Lucília do Carmo, Maria Teresa de Noronha e Argentina Santos.
A partir daí integrou o elenco de várias casas de fado, e entre os seus êxitos discográficos surgem fados como "Antes Só" e "Sou tua", que se tornaram grandes itens do fado. Na casa de fado Nónó, no Bairro Alto, e em outras, cantou com fadistas das gerações mais novas, como Hélder Moutinho. Trabalhou, entre outros, com o poeta José Luís Gordo e com o editor discográfico Emílio Mateus.
No mesmo dia em que completou 79 anos, Flora Pereira foi encontrada sem vida na sua residência em Lisboa. O corpo seguiu para a Igreja do Santo Condestável, onde foi rezada uma missa de corpo presente, realizando-se mais tarde o funeral no Cemitério de Benfica.